# Hell (álbum de James Brown)
Hell es el trigésimo octavo álbum de estudio del músico estadounidense James Brown. Fue publicado el 28 de junio de 1974 a través de Polydor Records.

## Recepción de la crítica
Un escritor no especificado de la revista Cash Box declaró: “Todo lo que toca el Padrino del soul se convierte en oro y este exitoso LP de dos discos no será diferente del resto, a menos, por supuesto, que sea el mayor vendedor de James hasta la fecha. James Brown representa lo que es la música funky y su influencia se siente en toda la industria musical, no sólo en el campo del R&B”. Un escritor no especificado de Record World le otorgó el certificado de “Hit of the Week”, y lo describió como un álbum “lleno de soul funky, logrado a través de percusión, vientos y rigor rítmico”.

## Lista de canciones
Todas las canciones escritas y compuestas por James Brown, excepto donde esta anotado. 
| Lado uno |                          |                    |          |  |
| N.º      | Título                   | Escritor(es)       | Duración |  |
| 1.       | «Coldblooded»            |                    | 4:45     |  |
| 2.       | «Hell»                   |                    | 5:03     |  |
| 3.       | «My Thang»               |                    | 4:20     |  |
| 4.       | «Sayin' It and Doin' It» |                    | 3:05     |  |
| 5.       | «Please, Please, Please» | Brown Johnny Terry | 4:07     |  |

| Lado dos |                                                                  |                                       |          |  |
| N.º      | Título                                                           | Escritor(es)                          | Duración |  |
| 1.       | «When the Saints Go Marchin' In»                                 | tradicional, arr. por David Matthews  | 2:43     |  |
| 2.       | «These Foolish Things (Remind Me of You)»                        | Jack Strachey Harry Link Holt Marvell | 3:14     |  |
| 3.       | «Stormy Monday»                                                  | Aaron Walker                          | 3:15     |  |
| 4.       | «A Man Has to Go Back to the Cross Road Before He Finds Himself» |                                       | 2:52     |  |
| 5.       | «Sometime»                                                       | Brown Bud Hobgood                     | 4:15     |  |

| Lado tres |                                                               |                                   |          |  |
| N.º       | Título                                                        | Escritor(es)                      | Duración |  |
| 1.        | «I Can't Stand It '76'»                                       |                                   | 8:10     |  |
| 2.        | «Lost Someone»                                                | Brown Lloyd Stallworth Bobby Byrd | 3:35     |  |
| 3.        | «Don't Tell a Lie about Me and I Won't Tell the Truth on You» | Brown J. Maloy Roach              | 5:05     |  |

| Lado cuatro |                           |                                              |          |  |
| N.º         | Título                    | Escritor(es)                                 | Duración |  |
| 1.          | «Papa Don't Take No Mess» | Brown Fred Wesley Charles Bobbit John Starks | 13:51    |  |

## Posicionamiento
| Gráfica (1974)                            | Pico de posición |
| ----------------------------------------- | ---------------- |
| Canadá (RPM Top Albums)                   | 78               |
| Estados Unidos (Billboard Top LPs & Tape) | 35               |
| Estados Unidos (Billboard Soul LPs)       | 2                |